# Colias stoliczkana
Orange Clouded Yellow, Colias stoliczkana là một loài bướm nhỏ thuộc họ Pieridae, có màu vàng và trắng, được tìm thấy ở India.